# Стуканов, Леонид Александрович
Леони́д Алекса́ндрович Стука́нов (28 января 1947, Нордбург — 16 мая 1998, Таганрог, Ростовская область) — российский художник, педагог.

## Биография
Леонид Стуканов родился 28 января 1947 года в Нордбурге, куда его мать, Евдокия Александровна Стукань, была угнана немцами на работы в мае 1942 года во время оккупации Таганрога. Опасаясь возможных репрессий со стороны немцев по национальному признаку, Евдокия Александровна подправила окончание своей фамилии, изменив «Стукань» на «Стуканову». После освобождения британскими войсками в мае 1945 года, мать находилась в городе Линген (Нижняя Саксония). Британская администрация передала Стукановых советским властям, и до июля 1949 года мать содержалась в проверочно-фильтрационном лагере НКВД № 226 (Бранденбург). В августе 1949 году вместе с матерью вернулись в Таганрог.
В 1954 году поступил в Таганроге в общеобразовательную школу. Окончив 8 классов, учился 2 года в ПТУ по специальности «радиомонтажник».
Занимался несколько лет в изостудии ДК комбайнового завода у Валентины Руссо.
В Ростовское художественное училище им. М. Б. Грекова смог поступить только с третьего раза, где учился с 1964 по 1968 год и окончил живописно-педагогическое отделение по специальности «Преподаватель живописи и рисования» (класс П. Н. Черенова). В училище Стуканов считался лучшим рисовальщиком. Некоторые преподаватели в этой связи даже подозревали его в тайном пристрастии к гиперреализму.
По окончании РХУ по распределению вместе со своими друзьями-однокурсниками А. Ждановым, В. Собко и Л. Пузиным попал в Воронеж, работал в Новоусманьской художественно-оформительской мастерской.
Вернувшись в Таганрог, некоторое время преподавал в изостудии ДК комбайнового завода.

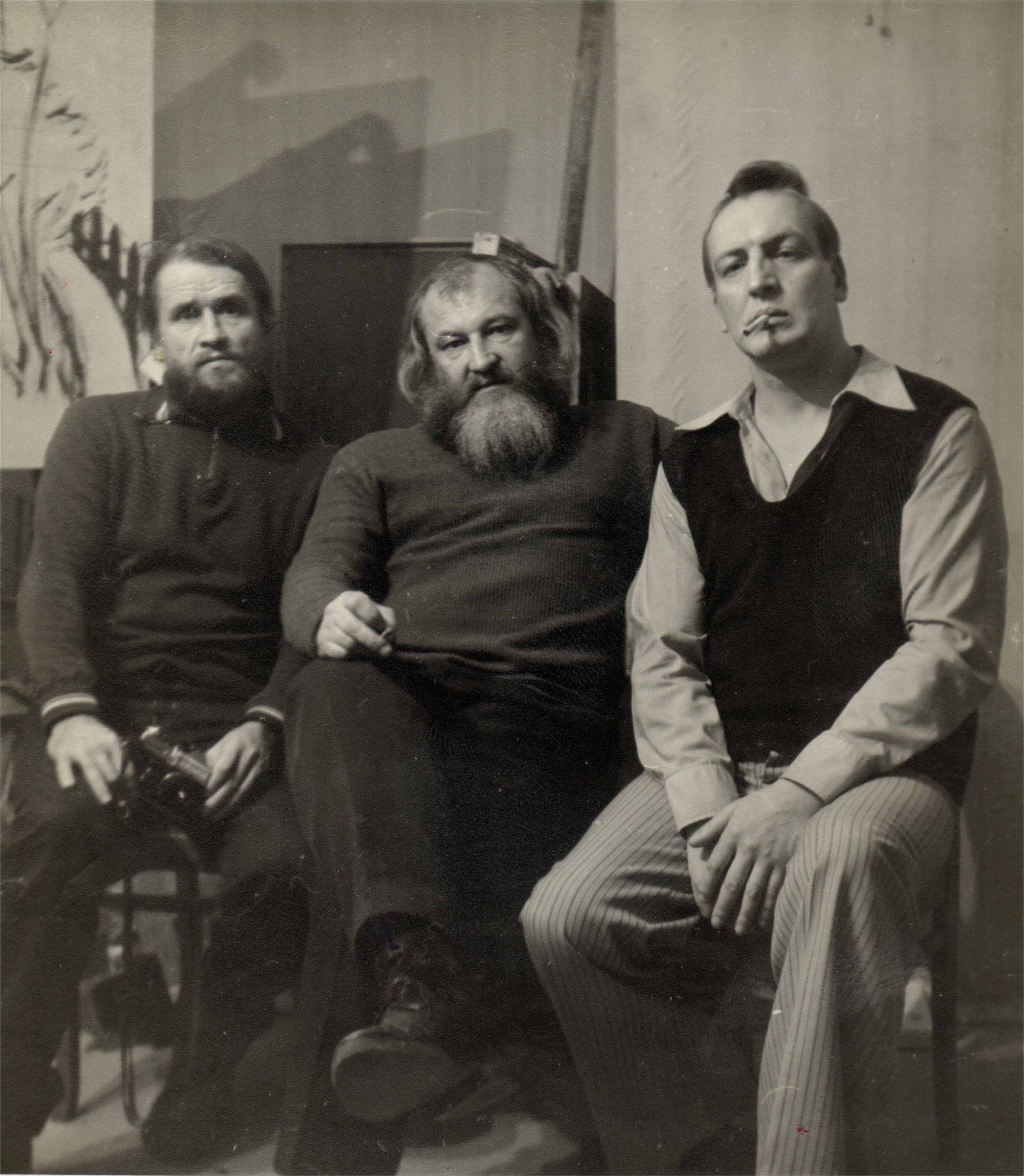
В. Лещенко, А. Жданов, Л. Стуканов. Москва, 1984 г.

С 1969 по 1997 год преподавал в Таганрогской детской художественной школе. Воспитал многих замечательных художников, среди которых — Юрий Шабельников, Наталья Дурицкая, Надежда Швец, Юрий Фесенко, Василий Слепченко.
Считал своим учителем Александра Жданова, с которым учился в одной группе РХУ, дружил многие годы и состоял в переписке после эмиграции Жданова в США в 1987 году. Друзья называли Стуканова Графом. Это имя придумал ему Жданов ещё в студенческие годы.
Любил симфоническую музыку, в своё время играл в духовом оркестре ДК комбайнового завода.
Впервые работы Стуканова были представлены широкой публике на групповой выставке в 1973 году, в Таганроге. Зрителям были показаны пять живописных работ и одна акварель. Местный искусствовед Лебедева в рецензии на выставку писала: «Выражение в ряде художественных образов глубоко личных переживаний автора оставляет зрителя в лёгком недоумении. Экспонирование работы предполагает помимо эмоционального самовыражения ещё и общественную позицию автора…».
В 1988 году принимал участие в выставках товарищества «Искусство или смерть» («Однодневная выставка», «Жупел»). Не являясь формально членом товарищества «Искусство или смерть», Леонид Стуканов поддерживал своих молодых учеников и коллег участием в их выставках и пользовался среди них безусловным авторитетом.
При жизни Л. Стуканова состоялось только две персональных выставки, в Таганрогском театре им. А. П. Чехова (1987) и в Театре на Таганке (1992). На выставке в Театре на Таганке было представлено около 200 картин и графика.
В собрании Таганрогского художественного музея находится 8 работ Стуканова.
Трагически погиб при невыясненных обстоятельствах 16 мая 1998 года. Был убит в собственной мастерской. Уголовное дело осталось нераскрытым.
Похоронен в Таганроге, на Николаевском кладбище.

## Работы художника находятся в собраниях
- Ростовский областной музей изобразительных искусств, Ростов-на-Дону.
- Таганрогский художественный музей[20][21], Таганрог[22].
- Музей современного изобразительного искусства на Дмитровской, Ростов-на-Дону.
- Таганрогский государственный литературный и историко-архитектурный музей-заповедник, Таганрог[23].
- Галерея «Piter», Таганрог.
- Галерея ZHDANOV, Таганрог.
- Галерея «Авангард», Ростов-на-Дону[24].
- Частные коллекции России, США, Германии, Франции.

## Персональные выставки
- 1987 — «Леонид Стуканов». Таганрогский драматический театр им. А. П. Чехова, Таганрог[19].
- 1992 — «Леонид Стуканов». Театр на Таганке, Москва[19].
- 1998 — «Леонид Стуканов». Выставочный зал Библиотеки им. А. П. Чехова, Таганрог.
- 2010 — «Леонид Стуканов. Вячеслав Ушенин. Виктор Палко». Выставочный зал ТО Союза художников России, Таганрог[25][26].
- 2017 — «Граф». Галерея ZHDANOV, Ростов-на-Дону[27][28][29][30][31].

## Галерея

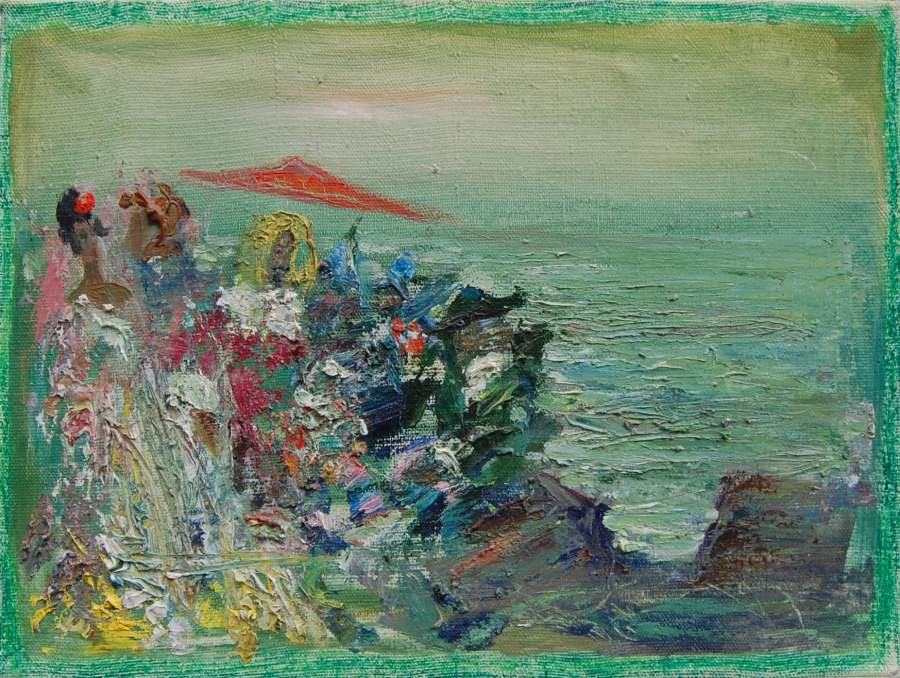
«Проход короля», х/м, 35×40, 1992
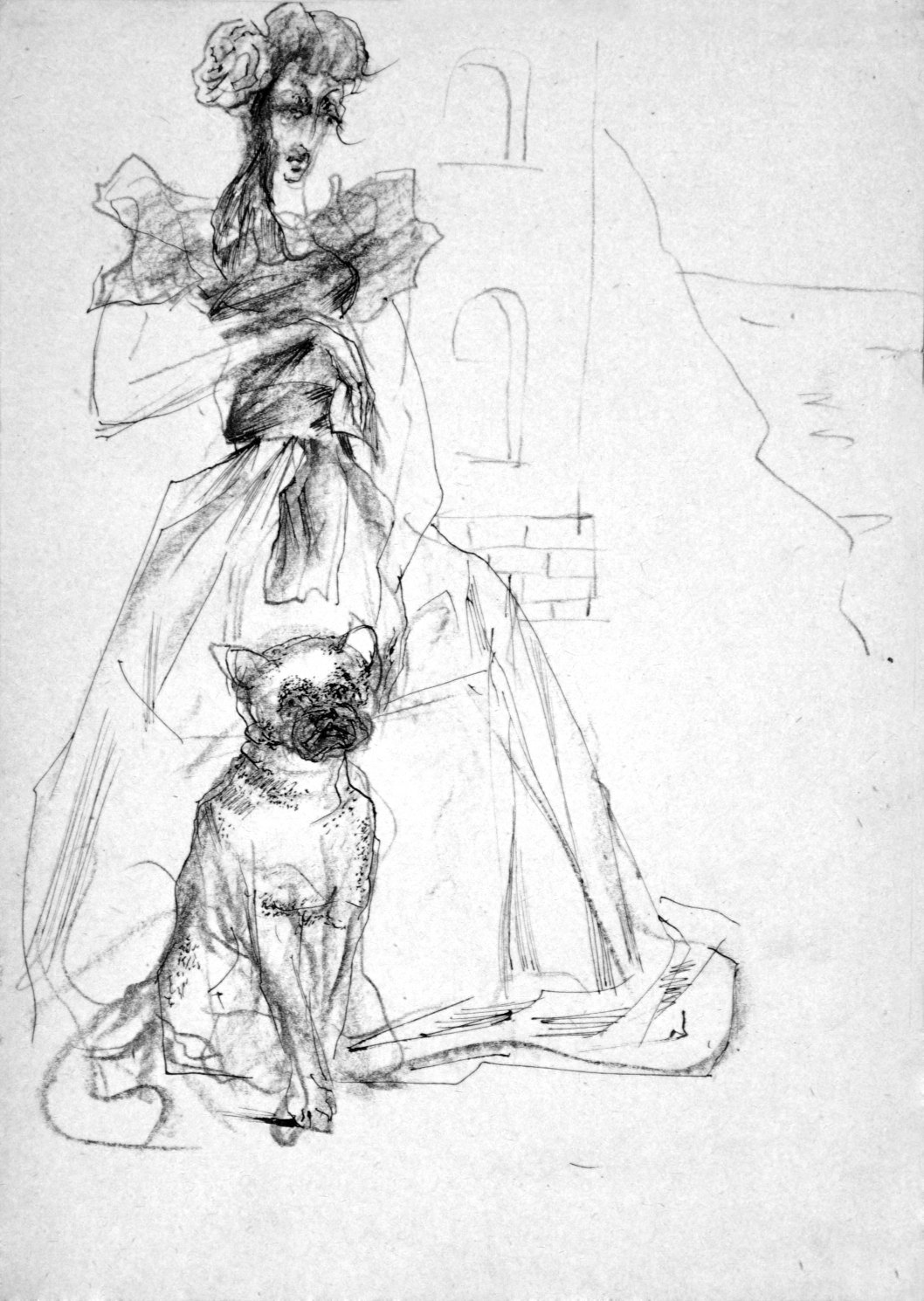
«Марина», б/к/т/у, 29,5×21, 1990
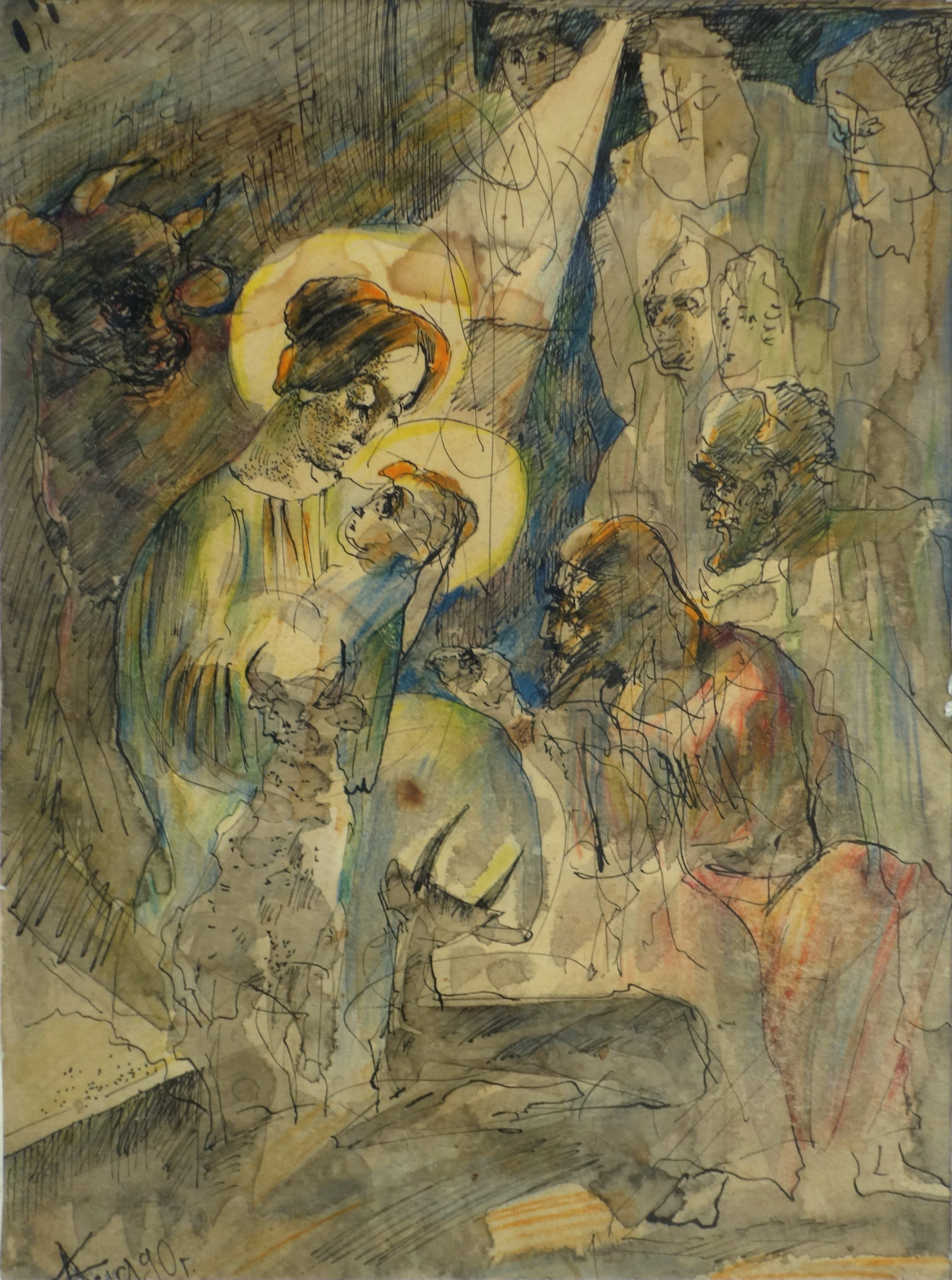
«Поклонение волхвов», б/акв/к/т, 25,5×18, 1990
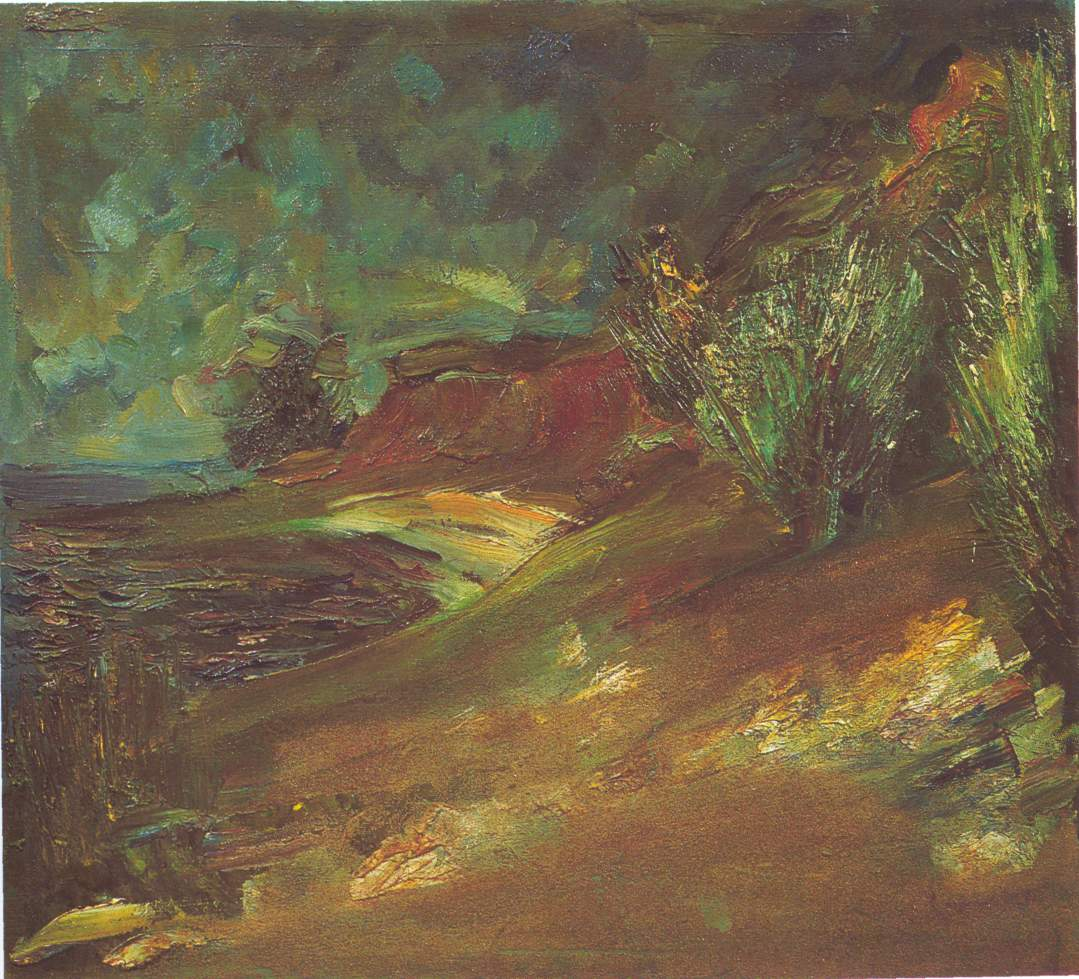
«Песчаный берег», х/м, 64,5×73,5, 1990
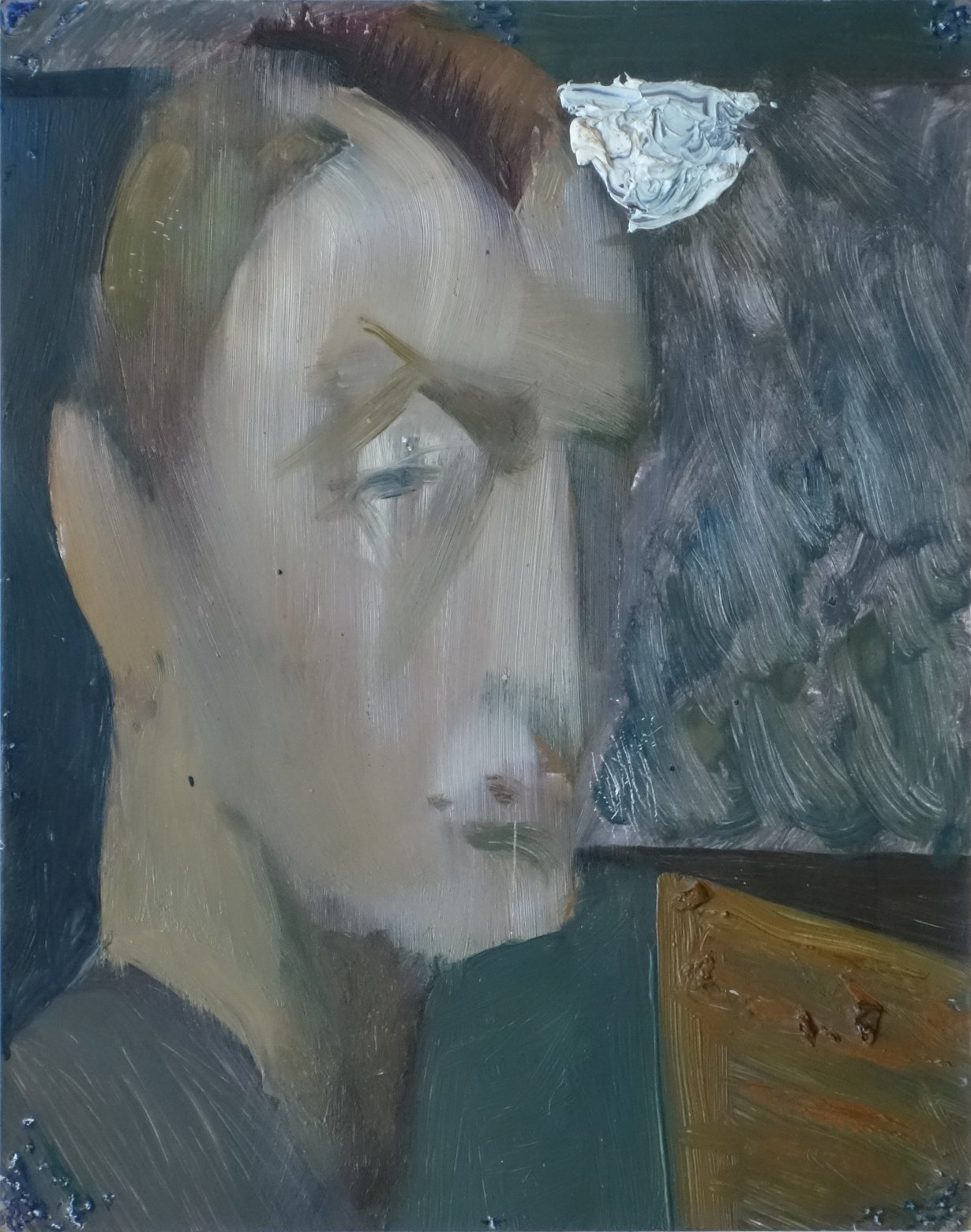
«Автопортрет», к/м, 30×24, 1990
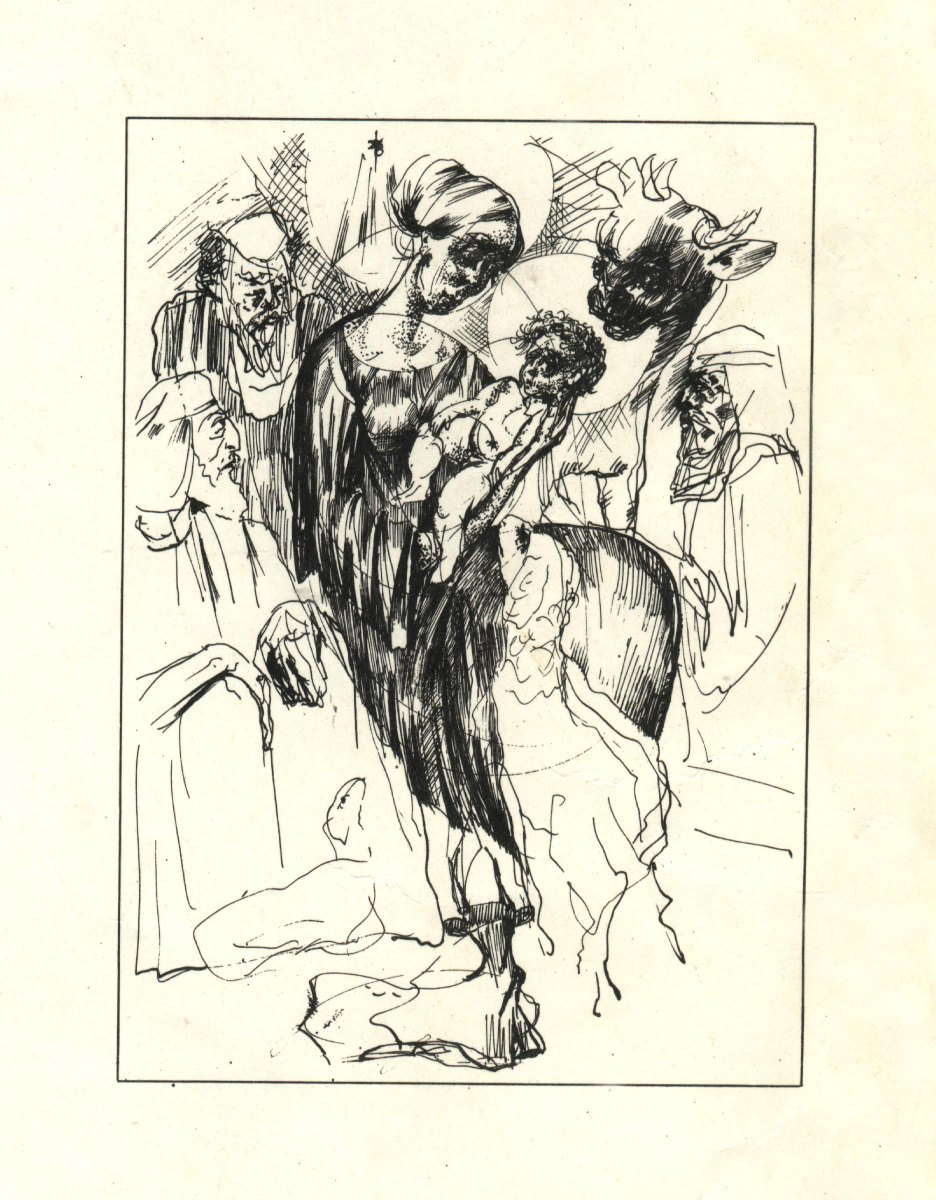
«Библейский цикл», б/т, 15×11, 1990
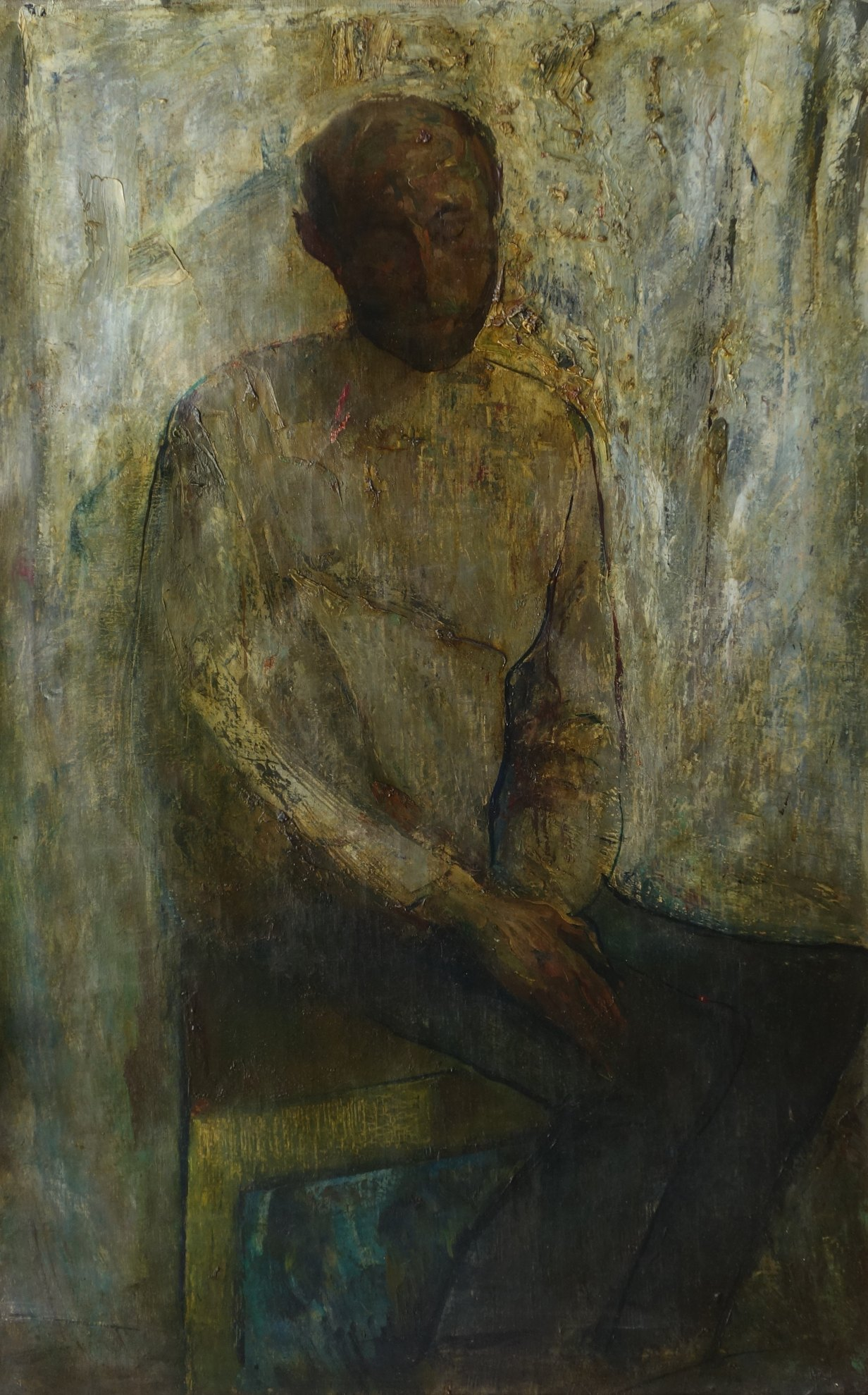
«Поэт Миша Л.», х/м, 110×73, 1989
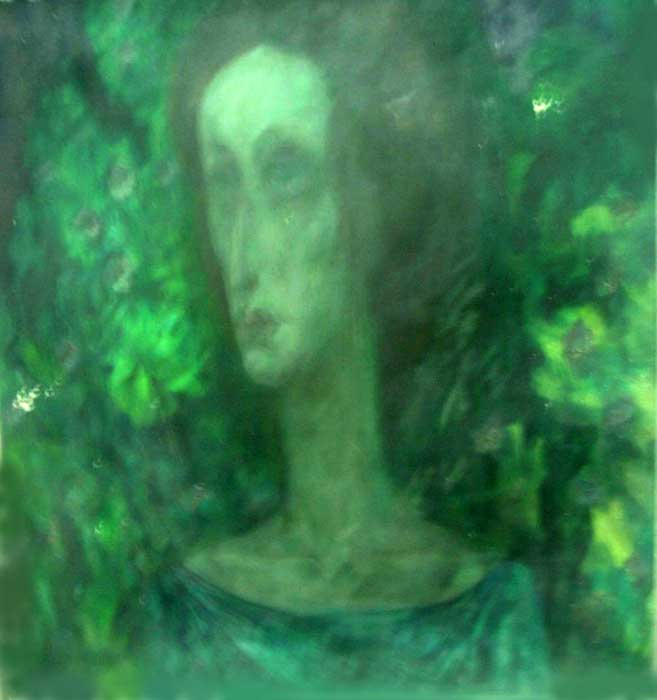
«Женский портрет», х/м, 84×77, конец 1980-х
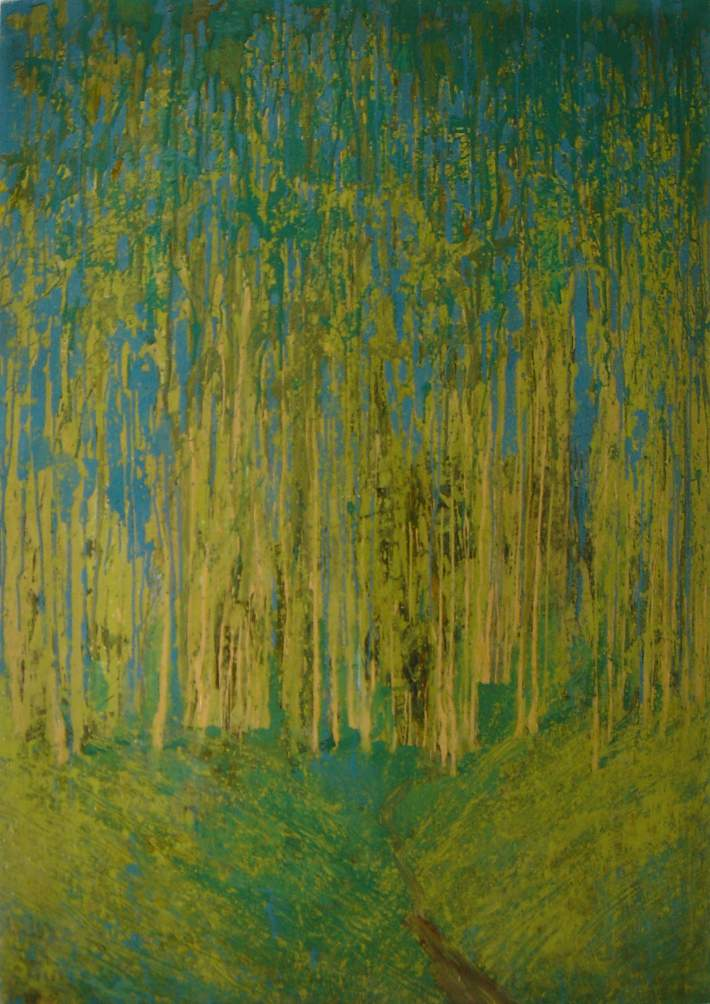
«Весна», к/м, 117×101, 1988
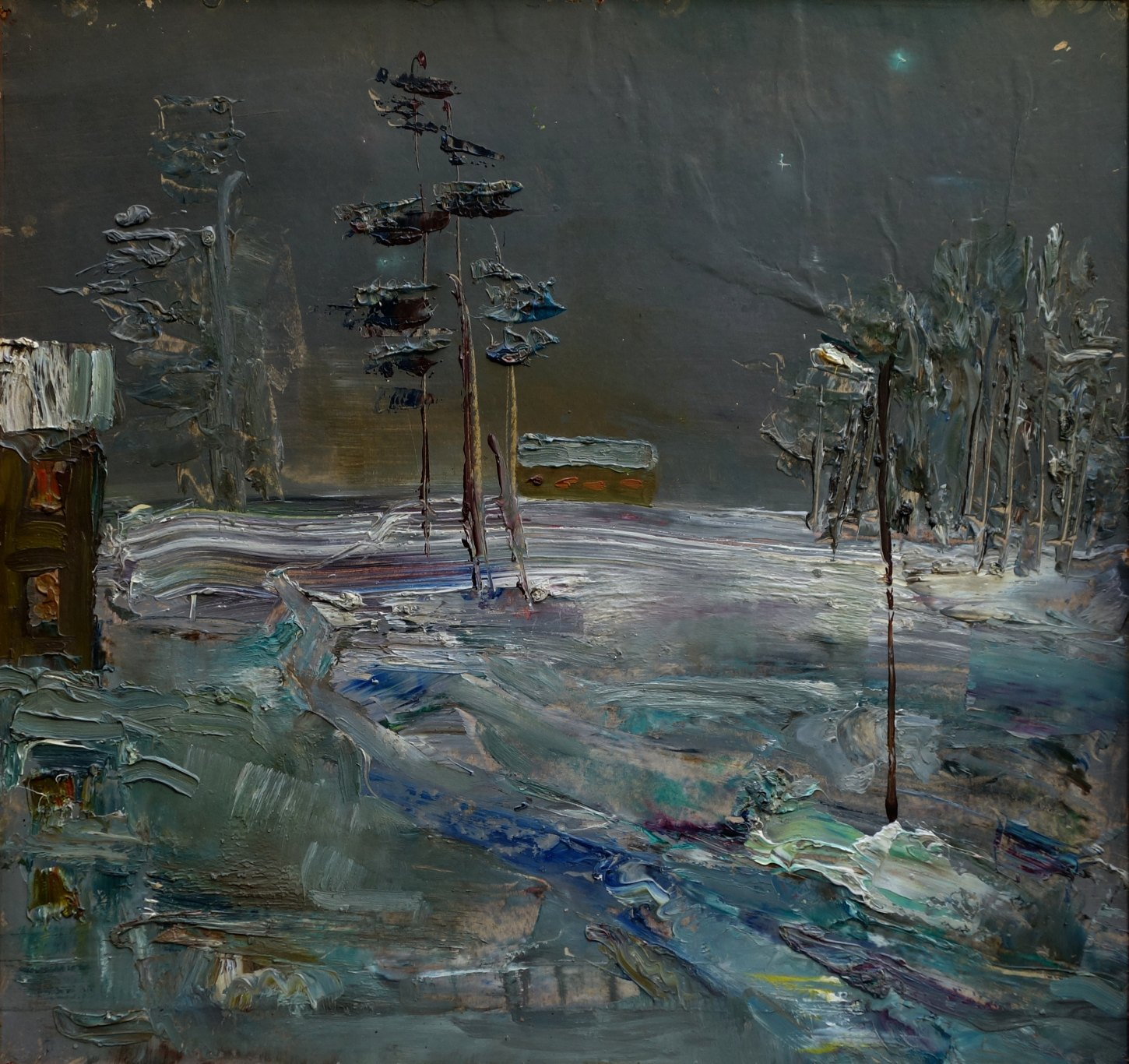
«Звенигород», орг/м, 53×55, 1986
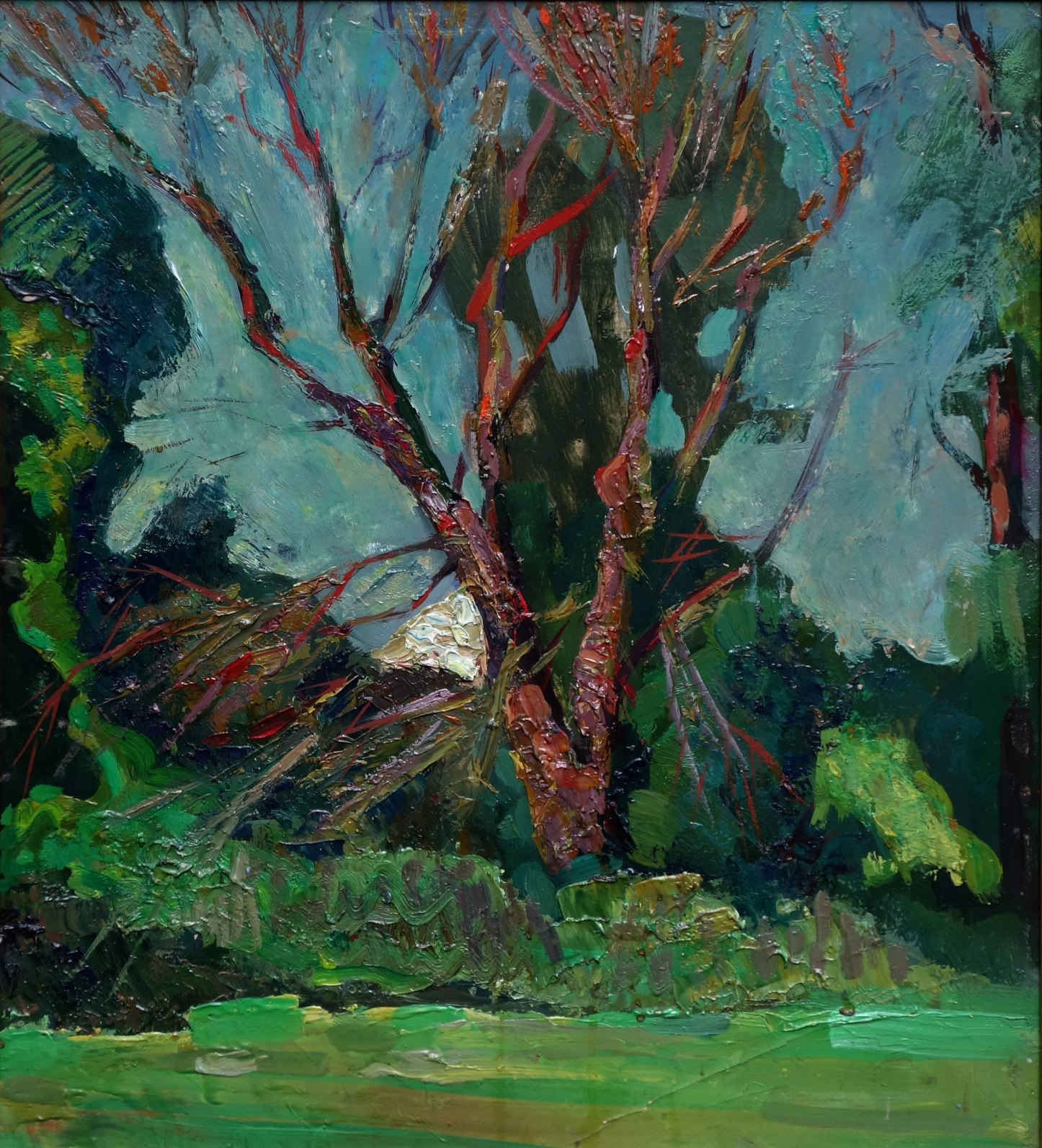
«Дерево», орг/м, 56×48,5, 1986
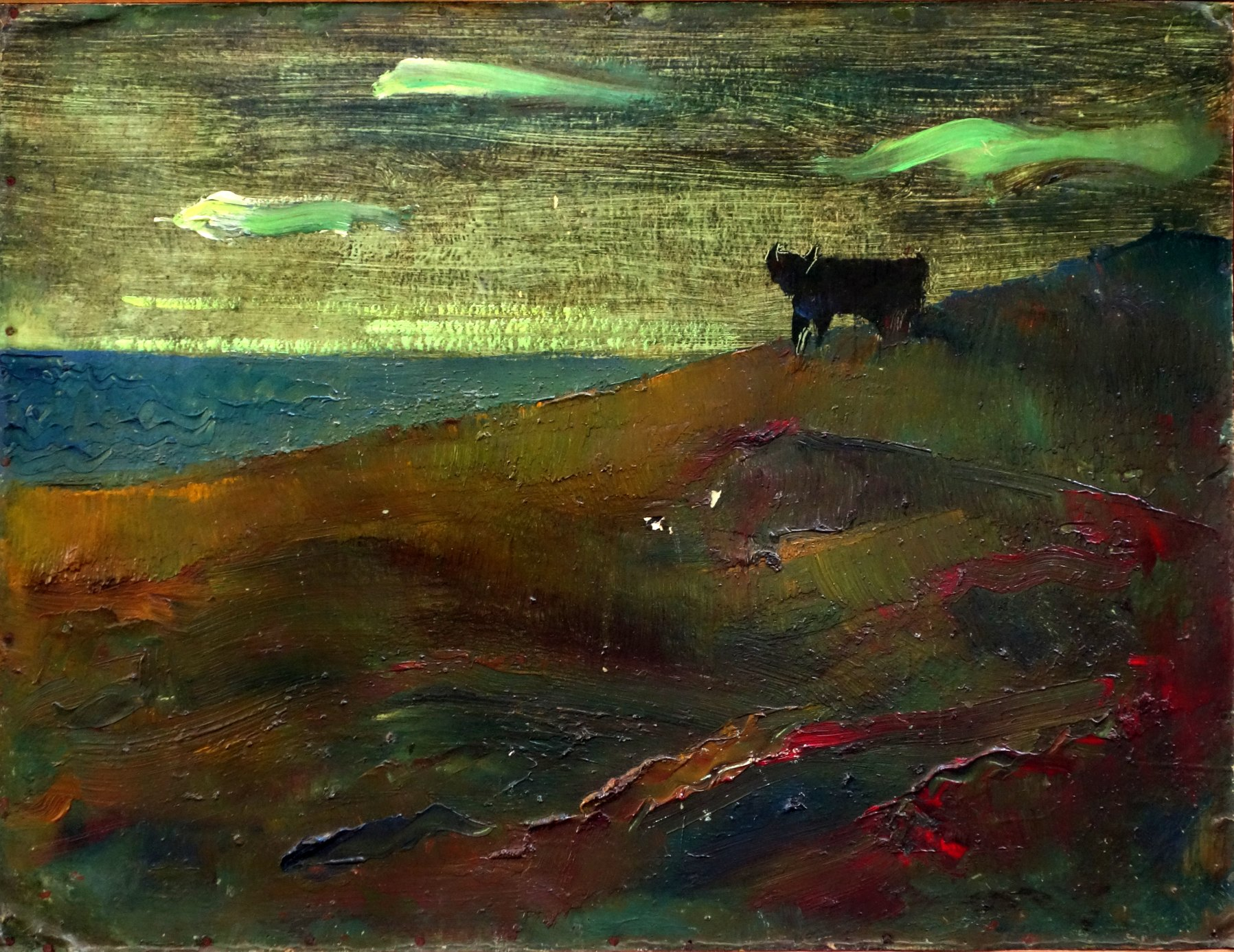
«Бычок», к/м, 37×47, 1985
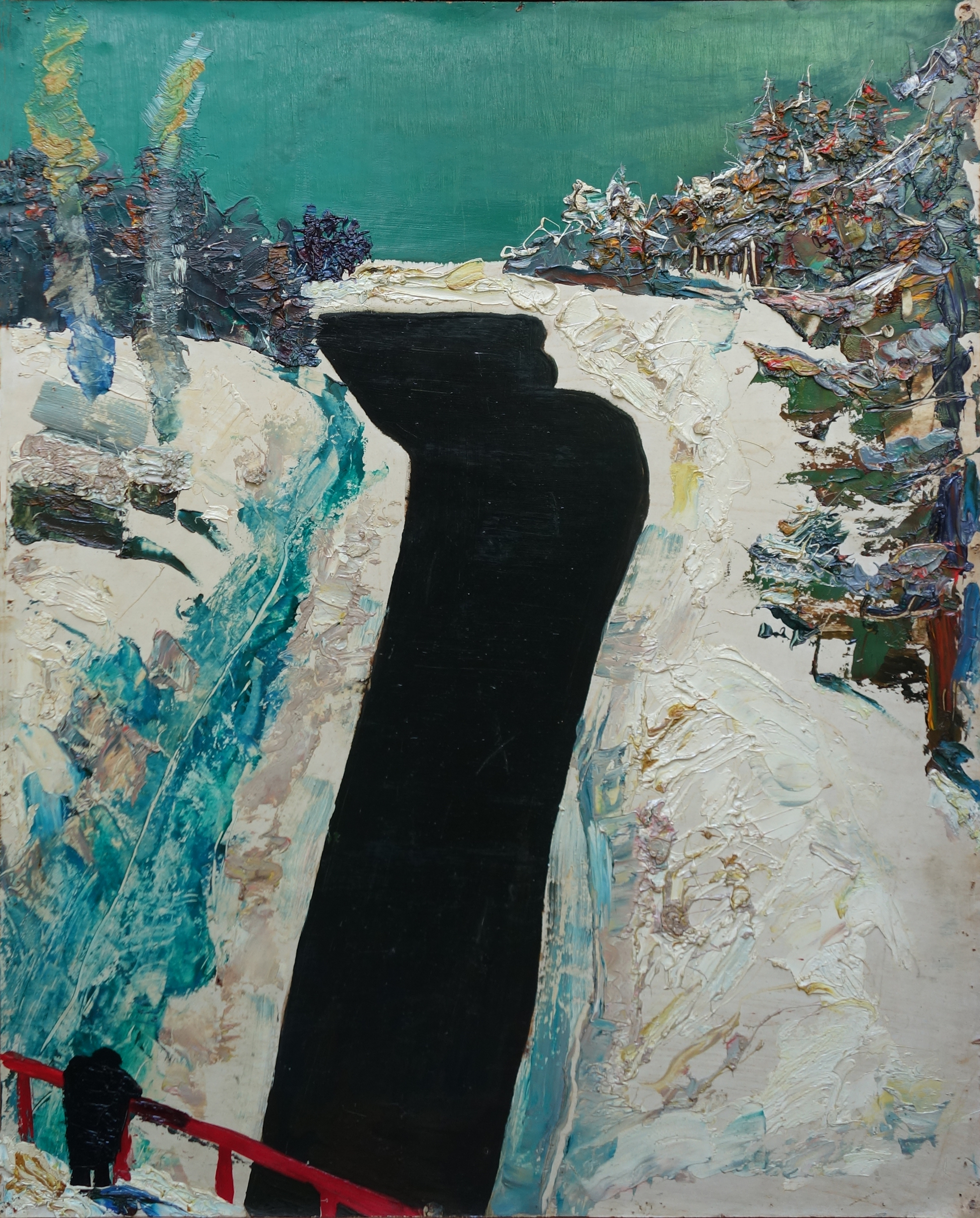
«Чёрная речка», к/м, 70×56, 1985
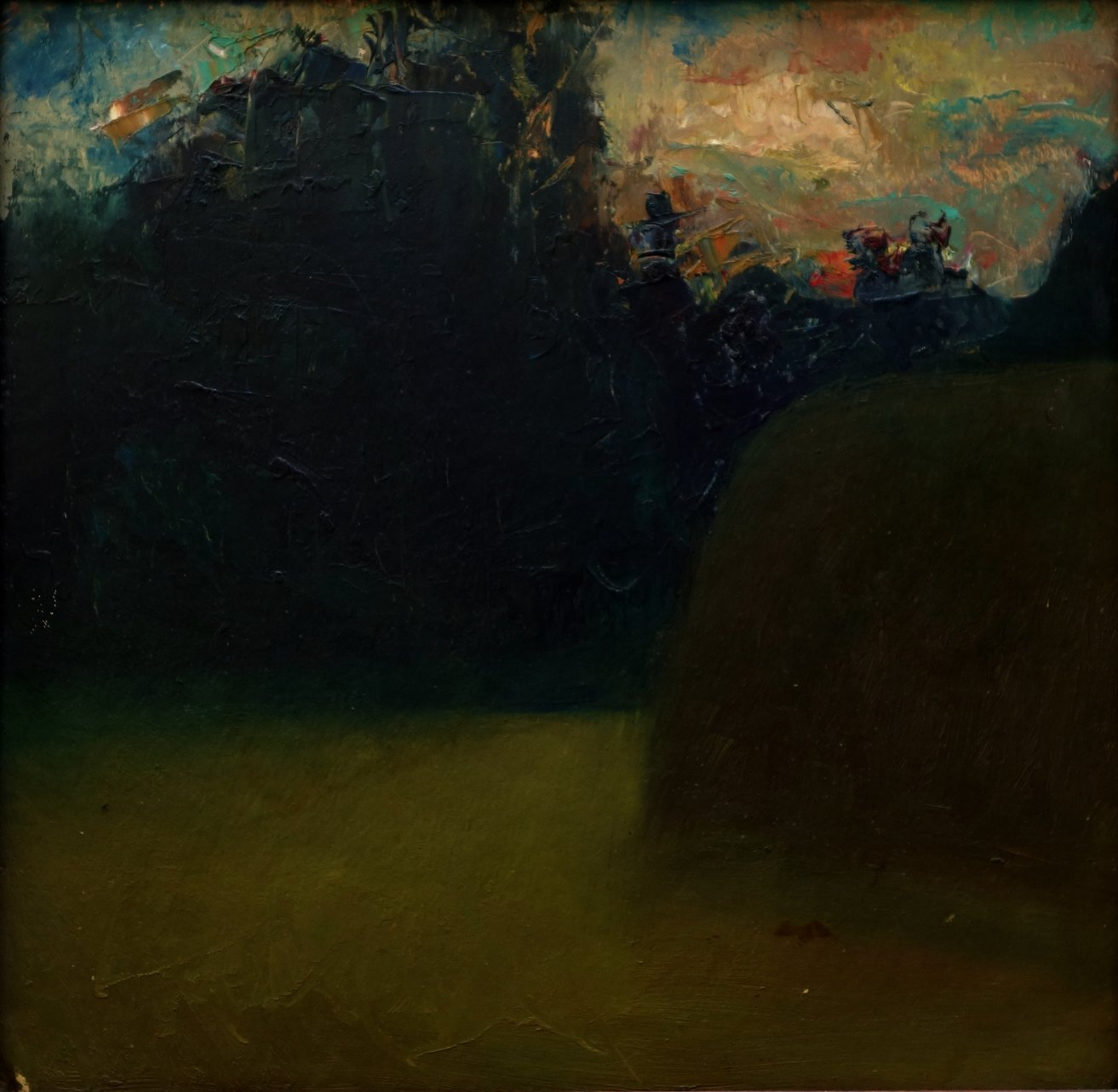
«Пейзаж», к/м, 47×48, 1983
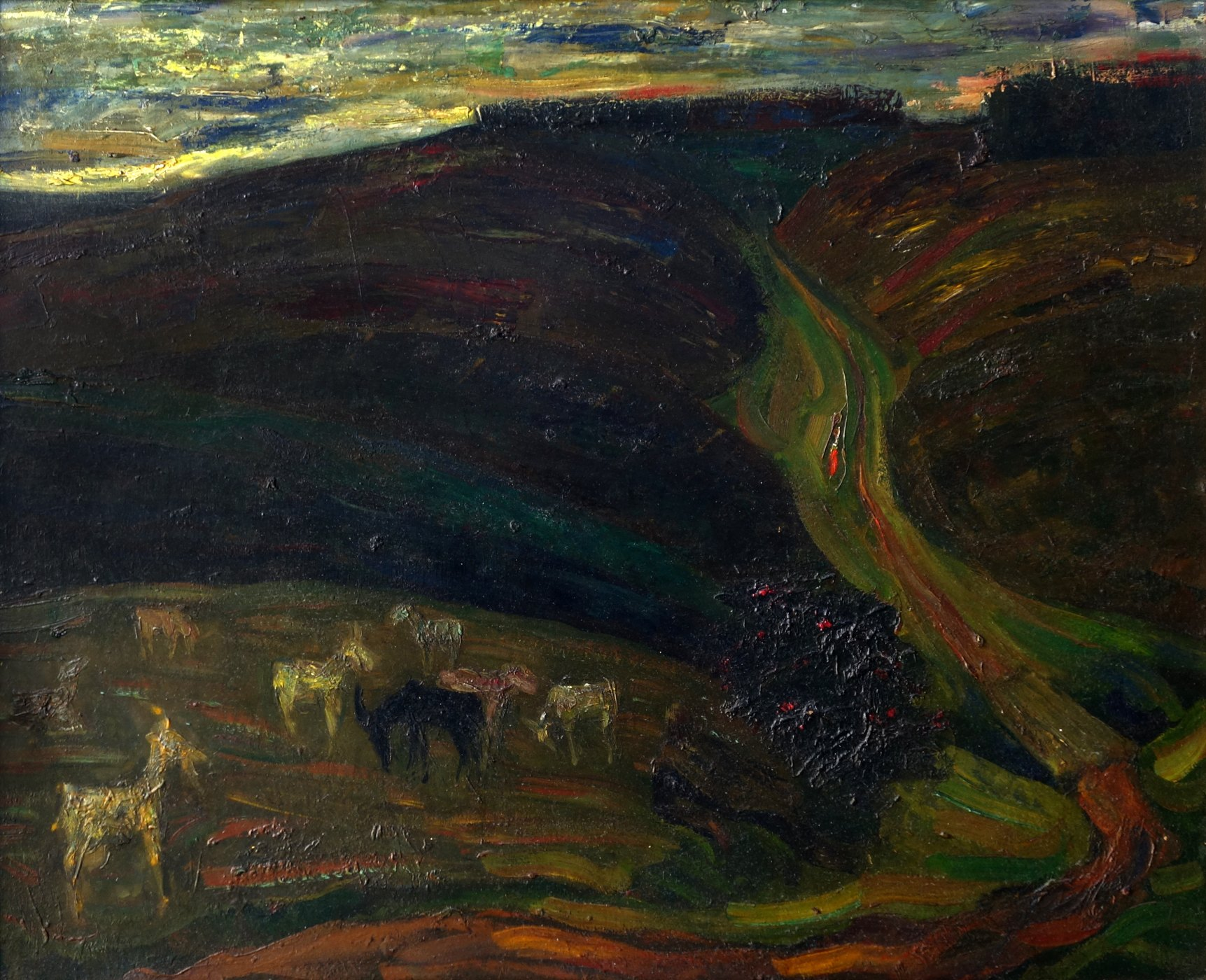
«Русская элегия», орг/м, 65×81, 1983
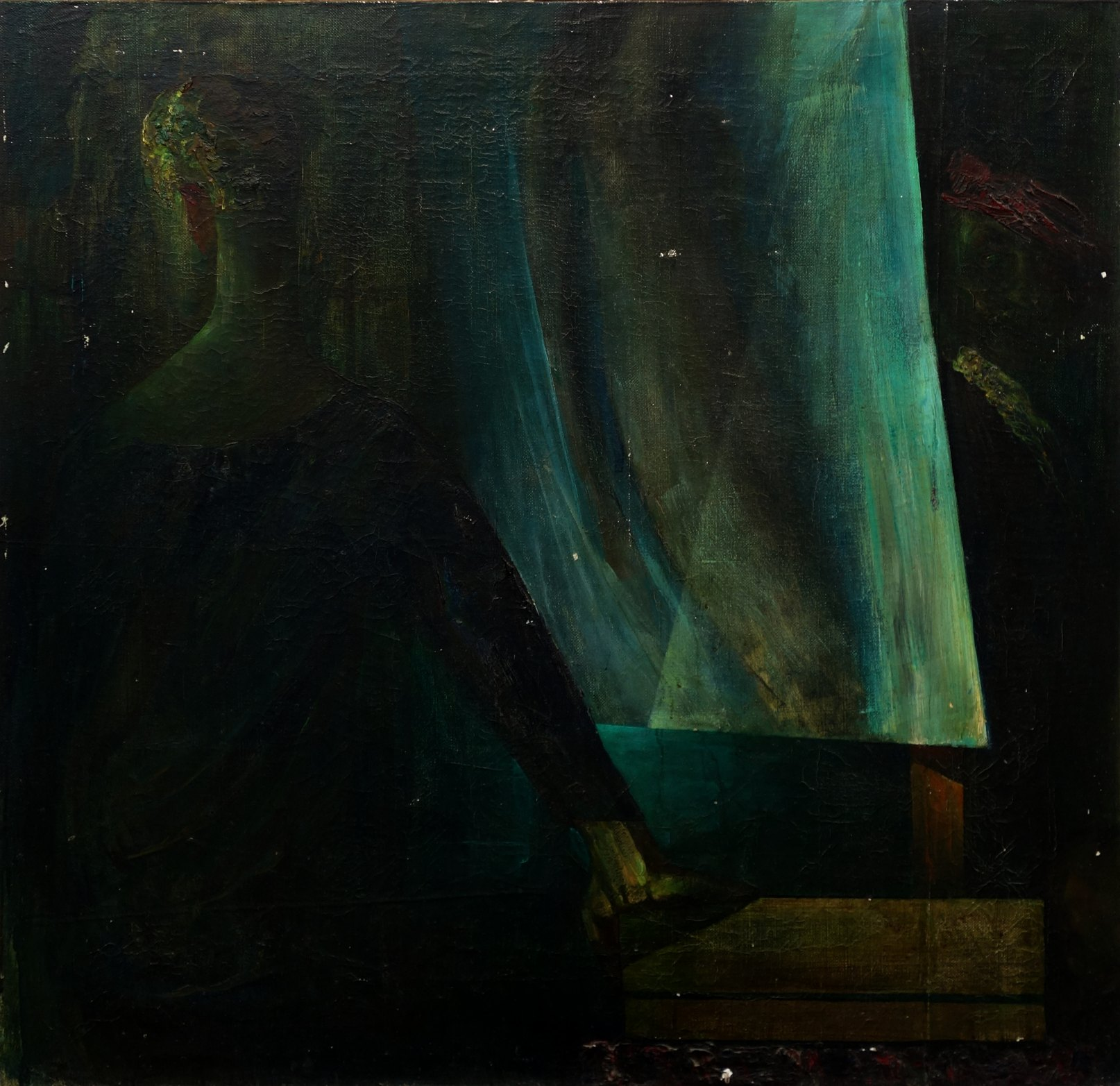
«Автопортрет с Рембрандтом, черепом и девушкой», х/м, 100×100, 1983
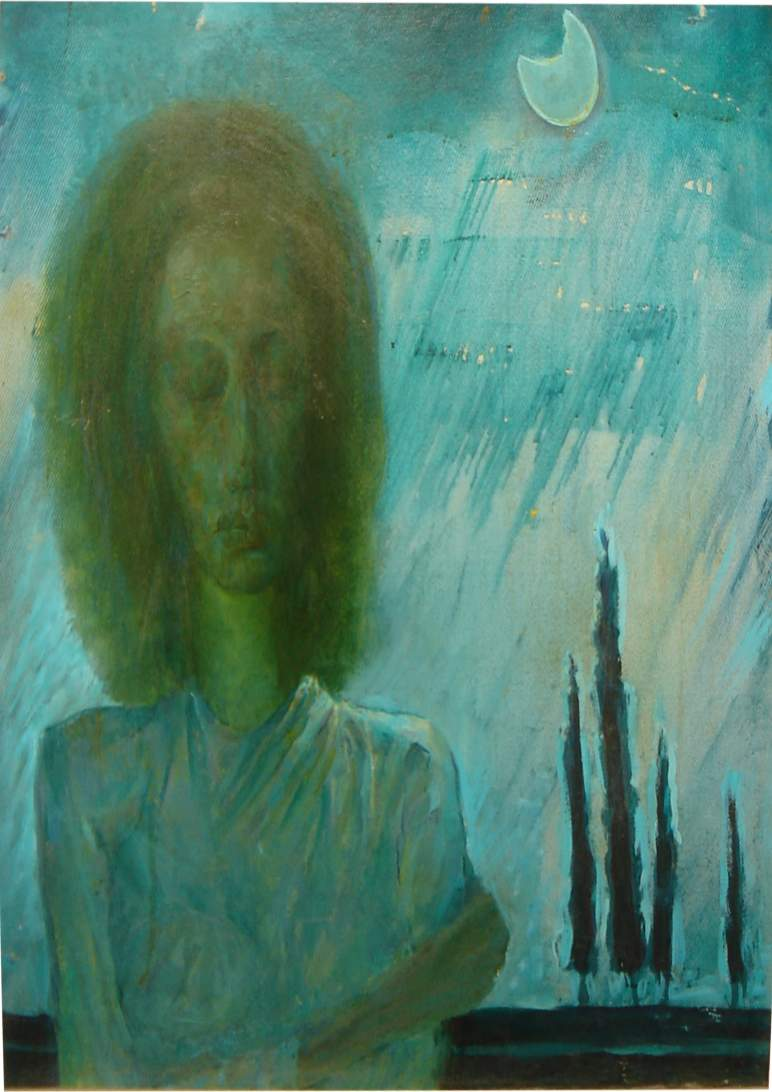
«Мария», к/м, 58×34, 1981
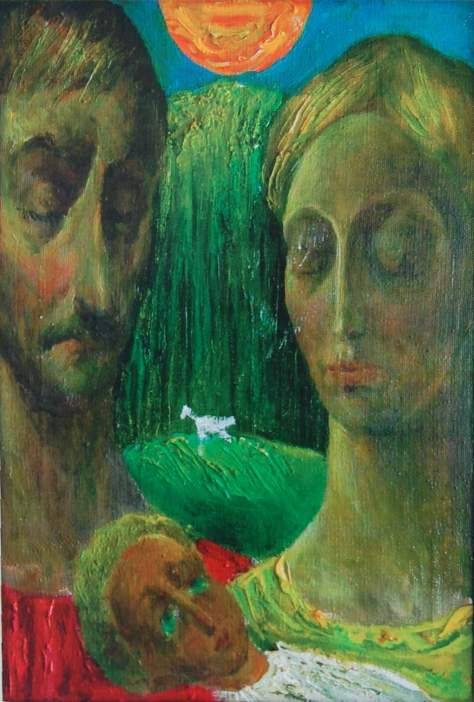
«Семья», х/м, 47×34, конец 1970-х

## Групповые выставки
- 1988 — «Однодневная выставка». ДК завода «Прибой», Таганрог.
- 1988 — «Жупел». Выставочный зал Союза художников на ул. Горького, Ростов-на-Дону[32].
- 1996 — Выставка таганрогских художников. Выставочный зал ТО Союза художников России, Таганрог.
- 1996 — Выставка таганрогских художников. Выставочный зал ТО Союза художников России, Таганрог.
- 1997 — Выставка таганрогских художников. Выставочный зал ТО Союза художников России, Таганрог.
- 1998 — Выставка таганрогских художников. Выставочный зал Библиотеки им. А. П. Чехова, Таганрог.
- 2006 — «О времени, о мире, о родной земле». Таганрогский художественный музей, Таганрог.
- 2007 — «Донское наследие». Государственный исторический музей, Москва[33].
- 2008 — «М — Ж». Музей современного изобразительного искусства на Дмитровской, Ростов-на-Дону.
- 2008 — «О смертном в искусстве. Памяти Николая Константинова». М-галерея, Ростов-на-Дону[34][35][36].
- 2008 — «Из собрания Галереи О. Суходольского». Выставочный зал ТО Союза художников России, Таганрог.
- 2009 — «Товарищество „Искусство или смерть“». Государственный музей современного искусства, Москва[8].
- 2015 — «Чёрный свет». Музей современного изобразительного искусства на Дмитровской, Ростов-на-Дону[37][38].
- 2016 — «Провинциальная сюита». Музей современного изобразительного искусства на Дмитровской, Ростов-на-Дону[39][40].
- 2019 — «Не подводя итоги…». Таганрогский художественный музей, Таганрог[41].
- 2019 — «Помним» (Л. Стуканов, В. Дмитриев, В. Орлов, Н. Лиманенко, В. Протопопов и др.). Выставочный зал ТО Союза художников России, Таганрог[42][43].
- 2022 — «30 лет Таганрогскому отделению Союза художников РФ». Таганрогский художественный музей, Таганрог[44][45].
- 2023 — «Александр Жданов. Последний Пан». Ростовский областной музей изобразительных искусств, Галерея ZHDANOV, Ростов-на-Дону[46][47][48][49][50][51].
- 2023 — «Магия воды и света». Таганрогский художественный музей, Таганрог.

## Наиболее известные ученики
- Акопянц, Юрий Владимирович (1978) — российский художник[52][53].
- Адамов, Алексей Владимирович (1971) — российский художник. Живёт и работает в Москве и в Таганроге.
- Барановский, Владимир Анатольевич (1959—2021) — российский художник.
- Вельтман, Владимир Викторович (1959) — российский художник.
- Дурицкая, Наталья Ивановна (1960) — российская художница[54].
- Полиенко, Валерий Валентинович (1974) — российский режиссёр, поэт-песенник, композитор, продюсер.
- Протопопов, Владислав Васильевич (1961—2015) — российский художник, педагог[55][56].
- Слепченко, Василий Рудольфович (1960—1991) — российский художник[57].
- Фесенко, Юрий Иванович (1955) — российский художник[8][9]..
- Чернов, Александр Витальевич (1962) — российский художник.
- Шабельников, Юрий Леонидович (1959) — российский художник. Живёт и работает в Москве[9].
- Швец, Надежда Фёдоровна (1958—2022) — российская художница, заслуженный художник Украины, главный художник Харьковского академического театра оперы и балета[9].
- Яковлев, Алексей Сергеевич (1974) — российский художник, педагог[58][59][60].

## Память

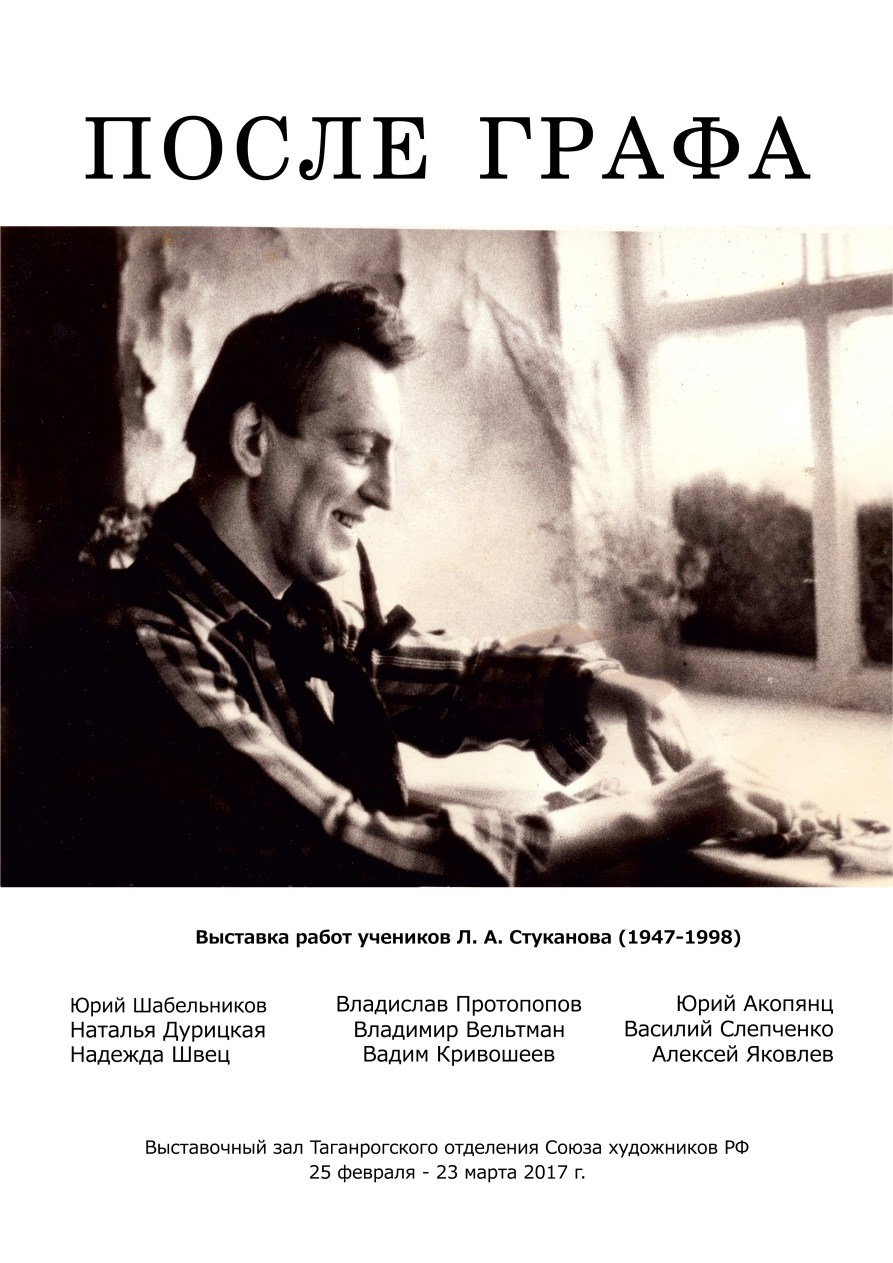
Постер выставки «После Графа»

- В январе 2008 года в Таганрогском художественном музее состоялась персональная выставка Натальи Дурицкой «Ветви», посвящённая Леониду Александровичу Стуканову[61].
- В 2014 году был опубликован роман Леонида Пузина «Луна в Водолее», посвящённый Леониду Александровичу Стуканову[62].
- В феврале 2017 года в Выставочном зале Таганрогского отделения Союза художников РФ была открыта выставка «После Графа», посвящённая 70-летию Леонида Стуканова[63][64]. На выставке были представлены работы учеников Стуканова — Юрия Шабельникова, Надежды Швец, Натальи Дурицкой, Василия Слепченко, Владимира Вельтмана, Алексея Яковлева, Владислава Протопопова, Вадима Кривошеева, Юрия Акопянца[63].
- В 2022 году в честь 75-летия со дня рождения Стуканова в альманахе «Вехи Таганрога» была опубликована подборка материалов о художнике а также несколько цветных репродукций из собрания Таганрогского художественного музея[65].

## Цитаты
- «Лёня Стуканов мой ровесник, худой, высокий, с белесыми длинными прямыми волосами „истинный ариец“, самого что ни на есть „нордического разлива“. Лучший рисовальщик не только нашей группы, но и всего художественного училища. Причём, рисовал он настолько хорошо, что вызывал подозрение у нашего тогдашнего преподавателя Резвана (имени-отчества, к сожалению, не помню) в тайном пристрастии к гиперреализму»[6] — Леонид Пузин, 2010.
- «Он был прекрасным рисовальщиком и живописцем. Не многим удалось понять, какого редкого дарования художник жил рядом с нами. Сын немецкого офицера и русской каторжанки, Стуканов всегда и везде был чужим, в любой компании, в любом городе, в любое время года. Друзья величали его Графом. Он так и ушёл из жизни — одиноким, непонятым и совершенно неоцененным»[12] — Юрий Шабельников, 2007 г.
- «Стуканов был очень важным персонажем в истории ростовско-таганрогской живописи, единственным мною виденным живым художником-нонкомформистом. Он вырастил целый ряд замечательных художников — Юру Фесенко, Юру Шабельникова, Надю Швец, Наташу Дурицкую, Васю Слепченко»[8] — Авдей Тер-Оганьян, 2009 г.
- «Леонид Стуканов — одна из трагических фигур современного искусства, принадлежащих к тем представителям творческой интеллигенции, которые ещё в конце 60-х необычайно остро ощутили драматическую сложность собственного существования, коллизий современной им действительности. Это мироощущение отразилось в эмоциональной насыщенности образов, сближающей одного из самых блестящих рисовальщиков училища им. М. Б. Грекова, — при всей разнице темперамента и манеры исполнения, с его другом и вдохновителем, Александром Ждановым. Точный рисунок и внутренний драматизм лежат в основе каждой работы Леонида Стуканова»[66] — Светлана Крузе, 2012.
- «Леонида Стуканова очень часто относили к неформалам и бунтарям художественного цеха, но на самом деле он боготворил Врубеля и в своих графических работах всегда стремился к высокой культуре исполнения. Его рисунки отличают тщательная проработка формы, изящная штриховка. С годами художественные образы становились всё более загадочными, философскими и иносказательными. Сочные краски постепенно уступали место тёмной цветовой гамме с трагическими нотками. Удивительно то, как всю свою мощную энергетику и талант Большого мастера Леониду Стуканову удавалось сконцентрировать на одном маленьком холсте!»[26] — Ольга Раченко, 2011.